# Arnfinn Bergmann
Arnfinn Bergmann (Strinda, 14 de octubre de 1928 – Trondheim, 13 de febrero de 2011) fue un deportista noruego que compitió en salto en esquí. Ganó el oro en la prueba de salto de los Juegos Olímpicos de Oslo 1952 y tercero en la misma prueba de Mundial de 1950. En 1956 fue premiado con la Medalla Holmenkollen (compartida con Borghild Niskin y Arne Hoel).
Como júnior Bergmann ganó el título nacional en salto de esquí celebrado en Holmenkollen en 1948. Ese mismo año también ganó el título nacional con su equipo de fútbol del SK Freidig. Al siguiente años, comenzó como sénior y acabó tercero en ek Campeonato Nacional. En 1950 fue incluido en el equipo nacional y de forma sorprendente se colgó el bronce en el Mundial. En la temporada 1950–51, permaneció en Canadá, donde ganó cada competición. En 1952 volvió a Noruega y ganó el oro olímpico, el Holmenkollen y el título nacional. Defendió el título en 1953 pero se lesionó a principios de 1954 y se perdió la temporada. Se clasificó para los Juegos Olímpicos de 1956 pero una gripe le obligó a retirarse. En 1958 fue incluido en el equipo nacional para participar en el Mundial de 1958, después de ganar inesperadamente el título nacional, pero se retiró de nuevo, por razones desconocidas. Se retiró en 1959 después de quedar tercero en los campeonatos nacionales.
En 1956 Bergmann se trasladó de Trondheim a Oslo y durante los siguientes 30 años estuvo trabajando como profesor en Oslo y Bærum. Posteriormente, volvió a Trondheim para el mantenimiento del museo local de esquí.

## Palmarés internacional
| Juegos Olímpicos   | Juegos Olímpicos             | Juegos Olímpicos  | Juegos Olímpicos |
| Año                | Lugar                        | Medalla           | Prueba           |
| ------------------ | ---------------------------- | ----------------- | ---------------- |
| 1952               | Oslo 1952 (Noruega)          | Medalla de oro    | TN individual    |
| Campeonato Mundial |                              |                   |                  |
| Año                | Lugar                        | Medalla           | Prueba           |
| 1950               | Lake Placid (Estados Unidos) | Medalla de bronce | TN individual    |